# Dzieci burzy
Dzieci burzy (ros. Дети бури) – radziecki film niemy z 1926 roku w reżyserii Fridricha Ermlera przy udziale Eduarda Iogansona opowiadający o życiu młodych komsomolców.